# Eulepidotis albula
Eulepidotis albula là một loài bướm đêm trong họ Erebidae.